# جهل مگسی
جهل مگسی (به انگلیسی: Jhal Magsi) یک منطقهٔ مسکونی در پاکستان است که در ایالت بلوچستان واقع شده‌است. جهل مگسی ۷۲ متر بالاتر از سطح دریا واقع شده‌است.